# Доманиці (гміна)
Гміна Доманіце (пол. Gmina Domanice) — сільська гміна у центральній Польщі. Належить до Седлецького повіту Мазовецького воєводства.
Станом на 31 грудня 2011 у гміні проживало 2682 особи.

## Площа
Згідно з даними за 2007 рік площа гміни становила 46.87 км², у тому числі:
- орні землі: 77.00%
- ліси: 16.00%

Таким чином, площа гміни становить 2.92% площі повіту.

## Населення
Станом на 31 грудня 2011:
| Опис     | Загалом | Загалом | Чоловіки | Чоловіки | Жінки | Жінки |
| -------- | ------- | ------- | -------- | -------- | ----- | ----- |
| одиниця  | осіб    | %       | осіб     | %        | осіб  | %     |
| все      | 2682    | 100     | 1337     | 49.85    | 1345  | 50.15 |
| міське   | 0       | 100     | 0        |          | 0     |       |
| сільське | 2682    | 100     | 1337     | 49.85    | 1345  | 50.15 |

## Сусідні гміни
Гміна Доманіце межує з такими гмінами: Вішнев, Водине, Луків, Скужець, Сточек-Луковський.